# Камбиль, Хосе Алехандро
Хосе Алехандро Камбиль (исп. José Alejandro Cambil; род. 26 января 1975) — испанский легкоатлет, специалист по спортивной ходьбе. Выступал за сборную Испании по лёгкой атлетике в 1994—2010 годах, победитель Кубков мира и Европы в командном зачёте, обладатель серебряной медали Средиземноморских игр, призёр первенств национального значения.

## Биография
Хосе Алехандро Камбиль родился 26 января 1975 года.
Впервые заявил о себе в лёгкой атлетике на международном уровне в сезоне 1994 года, когда вошёл в состав испанской национальной сборной и выступил на юниорском мировом первенстве в Лиссабоне, где в ходьбе на 10 000 метров занял итоговое 14-е место.
В 1997 году в ходьбе на 20 км стал девятым на молодёжном европейском первенстве в Турку.
В 2001 году завоевал серебряную награду на Средиземноморских играх в Тунисе, уступив на дистанции 20 км только местному тунисскому ходоку Хатему Гула.
На Кубке мира 2002 года в Турине во время прохождения дистанции в 20 км был дисквалифицирован.
В 2003 году на Кубке Европы в Чебоксарах занял 11-е место в личном зачёте 20 км и вместе со своими соотечественниками выиграл золотую медаль командного зачёта.
В 2004 году показал 24-й результат на Кубке мира в Наумбурге, тогда как на домашних соревнованиях в Ла-Корунье установил свой личный рекорд в ходьбе на 20 км — 1:21:58.
В 2006 году на Кубке мира в Ла-Корунье закрыл десятку сильнейших в зачёте 50 км и тем самым помог своим соотечественникам выиграть командный зачёт. На чемпионате Европы в Гётеборге сошёл с дистанции.
На Кубке Европы 2007 года в Ройал-Лемингтон-Спа был 19-м и вторым в личном и командном зачётах 50 км соответственно.
В 2008 году на Кубке мира в Чебоксарах с личным рекордом 3:51:20 занял 12-е место в личном зачёте и взял бронзу командного зачёта.
На Кубке Европы 2009 года в Меце был шестым и вторым в личном и командном зачётах 50 км. На последовавшем чемпионате мира в Берлине показал результат 4:13:14, расположившись в итоговом протоколе соревнований на 29-й строке.
На Кубке мира 2010 года в Чиуауа не финишировал.
Завершил спортивную карьеру по окончании сезона 2011 года.